# Corrales (Barjas)
Corrales es una localidad española perteneciente al municipio de Barjas, en la provincia de León, comunidad autónoma de Castilla y León.

## Geografía

### Ubicación
| Noroeste: Güimil   | Norte: Serviz  | Noreste: Villar de Corrales |
| Oeste: Peñacaira   |                | Este: Moral de Valcarce     |
| Suroeste Mosteiros | Sur: Mosteiros | Sureste: Cadafresnas        |

## Demografía
Evolución de la población
| Gráfica de evolución demográfica de Corrales entre 2000 y 2016     |
|                                                                    |
| Población de derecho (2000-2016) según el padrón municipal del INE |